# هنک براون
هنک براون (به انگلیسی: Hank Brown) (زاده ۱۲ فوریه ۱۹۴۰) سناتور سابق عضو حزب جمهوری‌خواه ایالات متحده آمریکا بود. وی در سال ۱۹۹۱ تا ۱۹۹۷ میلادی سناتور ایالت کلرادو در سنای ایالات متحده آمریکا بود.